# Кам'яні останці з різними формами вивітрювання «Сокалець»
Кам'яні́ оста́нці з рі́зними фо́рмами виві́трювання «Сокале́ць» (Скелі Соколець, Соколичі скелі) — геологічна пам'ятка природи місцевого значення в Україні. Розташована в межах Перечинського району Закарпатської області, на південний захід від села Тур'ї Ремети (урочище «Соколець»). 
Площа 4 га. Статус надано згідно з рішенням облвиконкому від 23.10.1984 року, № 253. Перебуває у віданні Ужгородського військового лісництва (квартал 26). 
Статус надано з метою збереження мальовничого скельного масиву на схилі гори Соколець (східна частина хребта Синаторія). Максимальна висота скель — 70—80 м. Масив розташований серед букового лісу, над долиною потоку Клокотива. 